# 台湾革命党
台湾革命党（たいわんかくめいとう）は1985年1月1日、アメリカにて洪哲勝、許信良が台湾留学生を組織した台湾独立を目指す政治団体。総書記として洪哲勝、第一副書記に許信良、第二副書記に林哲台、陳昭南、蕭広志などが就任した。
台湾革命党は「台湾人民による独立建国推進」を党是とし、同時に民族解放運動の手段として革命を採用、中華民国政府の転覆を図り、遊撃隊による国民党政権打倒を目指した。同時に労働運動やその他社会運動へも積極的に関与、台湾国内の諸問題を解決し中国と同等の強国としての台湾の立場を追求した。
1986年5月、許信良は国民党が民主化を推進するならば革命による国民党政権の打倒を考慮しないとし離党、これにより活動は急速に退潮し、1987年3月23日に洪哲勝が解党宣言を発表、今後は民主的な方式による台湾独立運動へと転換した。